# Kevin De Weert
Kevin De Weert (Duffel, 27 maggio 1982) è un dirigente sportivo ed ex ciclista su strada belga, professionista dal 2003 al 2015.

## Carriera
Passa professionista nel 2003 con la formazione olandese Rabobank, gareggiando soprattutto come gregario. Nel 2005 si trasferisce alla Quick Step-Innergetic, mentre due anni dopo passa alla Cofidis; proprio nel 2007 si classifica quarto all'Étoile de Bessèges.
Nel 2009 ritorna alla Quick Step, e nel biennio seguente ottiene due piazzamenti finali nei primi venti al Tour de France (diciassettesimo nel 2010 e dodicesimo nel 2011). Nel 2012 passa alla Omega Pharma-Lotto e nel 2015 torna alla Lotto NL-Jumbo, già Rabobank. Si ritira alla fine del 2015.
Dal 2016 al 2019 ricopre l'incarico di commissario tecnico della nazionale belga; dal 2019 al 2020 è invece nello staff tecnico del team Lotto Soudal.

## Palmarès
- 2000 (Juniores)[1]

Giro della Toscana Juniores
Ledegem-Kemmel-Ledegem
Campionati belgi, Cronometro Juniores
Trofee van Vlaanderen Reningelst
3ª tappa Heuvelland Tweedaagse
- 2001 (Under-23)[1]

2ª tappa Tryptique des Barrages
- 2002 (Under-23)[1]

1ª tappa Tour de Liège
Classifica generale Tour de Liège

## Piazzamenti

### Grandi Giri
- Giro d'Italia

2008: ritirato (5ª tappa)
- Tour de France

2010: 17º
2011: 12º
2012: 70º
- Vuelta a España

2004: 71º
2005: 94º
2006: 74º
2008: 59º
2010: 64º
2011: 91º
2012: 41º
2013: ritirato (11ª tappa)

### Classiche monumento
- Milano-Sanremo

2007: 158º
2008: ritirato
- Giro delle Fiandre

2007: 108º
2008: 45º
2009: 74º
2010: 80º
- Parigi-Roubaix

2007: ritirato
2008: ritirato
2009: 91º
- Liegi-Bastogne-Liegi

2004: ritirato
2010: 64º
2012: 59º
2013: 144º
- Giro di Lombardia

2009: 68º
2011: ritirato
2012: ritirato

### Competizioni mondiali
- Campionati del mondo

Lisbona 2001 - In linea Under-23: 19º
Varese 2008 - In linea Elite: ritirato
Mendrisio 2009 - In linea Elite: 25º
Melbourne 2010 - In linea Elite: ritirato
Copenaghen 2011 - In linea Elite: 93º
Limburgo 2012 - In linea Elite: ritirato